# Mar de plástico
|  | Per a altres significats, vegeu «Poniente Almeriense». |

Mar de plástico és una sèrie espanyola de televisió produïda per Bumerang TV per a Antena 3, un dels canals televisius més importants d'Espanya.

## Argument
L'argument de la sèrie en la primera temporada gira entorn l'assassinat d'Ainhoa Sánchez, filla de l'alcaldessa del poble fictici d'Almeria, Campoamargo, i dels conflictes d'interès que hi ha entre els immigrants i la població autòctona.
En la segona temporada, es comet un nou assassinat que s'investiga al llarg dels tretze capítols d'aquesta segona part.
La sèrie es va estrenar alhora a Antena 3, Neox, Nova i Mega el 22 de setembre de 2015. A Antena 3, va aconseguir una audiència de 4.018.000 persones, la segona més alta de tots els capítols que es van estrenar.

## Rodatge
Les localitzacions del rodatge es reparteixen entre diversos punts geogràfics de la província d'Almeria: la seva capital provincial, Níjar, Vícar, La Mojonera i El Ejido. Les escenes d'interiors es van rodar a Madrid. Al novembre de 2015 es va confirmar una segona temporada amb 13 capítols més, estrenada el 12 de setembre de 2016. A Antena 3 el capítol va aconseguir una audiència de 2.824.000 persones, molt menys del que es va aconseguir en l'estrena de la primera temporada.
| Temporades | Temporades | Capítols | Estrena                | Final                  | Audiència mitjana | Audiència mitjana | Audiència mitjana |
| Temporades | Temporades | Capítols | Estrena                | Final                  | Espectadors       | Quota             |                   |
| ---------- | ---------- | -------- | ---------------------- | ---------------------- | ----------------- | ----------------- | ----------------- |
|            | 1          | 13       | 22 de setembre de 2015 | 22 de desembre de 2015 | 3 755 000         | 21,4 %            |                   |
|            | 2          | 13       | 12 de setembre de 2016 | 19 de desembre de 2016 | 2 891 000         | 17,5 %            |                   |
| Total      | Total      | 26       | 22 de setembre de 2015 | 19 de setembre de 2016 | 3 323 000         | 19,5 %            |                   |

## Sinopsi i ambientació

### Primera temporada
Tot comença una calorosa nit a Campoamargo, localitat que acull una important població estrangera que treballa com a temporers en l'agricultura per a Juan Rueda, un poderós empresari de la regió. Els problemes racials i económics invadeixen Campoamargo. La temporada comença amb Ainhoa Sánchez Almunia (Mara López), filla de l'alcaldessa de la localitat, que acudeix a una cita en els hivernacles de Juan Rueda. Les llums de la comarca s'apaguen i la jove es brutalment atacada i assasinada durant l'apagada. L'endemà arriba al poble Héctor Aguirre Millán —Rodolfo Sancho–, sergent de la Guàrdia Civil i cap de la Policia Judicial que s'encarregarà d'investigar l'assasinat de la noia.
Héctor és un excombatent de la guerra de l'Afganistan que arrossega un fosc passat, tant en l'àmbit personal com professional. Per a ell, comença la recerca més difícil i perillosa de la seva carrera. Desxifrar els motius que van portar a l'assassí a cometre el crim i atrapar-lo es convertirà en el seu principal objectiu. Per a ell, tots al poble són sospitosos, qualsevol ho pot haver fet.
A mesura que avança la sèrie, cada personatge vinculat amb Ahinoa explica una història pròpia que aporta a la sèrie encara més misteri i incertesa.
La primera temporada està conformada per tretze capítols:
- Cap. 1: Les primeres 48 hores (72 minuts). En ser Ahinoa víctima d'un crim en els hivernacles de Campoamargo, Héctor, el nou cap de la Guàrdia Civil, descobreix informació important.
- Cap. 2: Fumigació. (71 minuts). Marta pateix un accident després d'activar-se el sistema de fumigació dels hivernacles. Descobreixen que Ainhoa va rebre amenaces de Lucas i el detenen.
- Cap. 3: Reconstrucció. (70 minuts). Els veïns de Campoamargo reben un missatge sobre Ainhoa. Lola i Héctor troben un vehicle calcinat que aixeca sospites. Lucas sofreix una persecució.
- Cap. 4: La prova. (66 minuts). Héctor sol·licita una anàlisi d'una prova oposada en l'escena del crim. Ataquen a Fara gairebé de la mateixa forma que a Ainhoa. Marta se sincera amb Héctor.
- Cap. 5: La càmera (68 minuts). La mateixa persona que espia a Mar també va gravar a Ainhoa poques hores abans del seu assassinat. Salva aconsegueix més informació sobre l'amant d'Agneska.
- Cap. 6: Confiança (71 minuts). Héctor reuneix cada vegada més proves que ho portaran a atrapar a l'assassí d'Ainhoa. L'última persona que va veure amb vida a la filla de l'alcaldessa sembla no recordar res.
- Cap. 7: La mà (71 minuts). La forense dictamina que l'última mort és un suïcidi. Héctor no està tan segur i decideix investigar. Marta descobreix alguns secrets sobre la mort del seu espòs.
- Cap. 8: El passat (68 minuts). Les noves proves sobre l'assassinat d'Ainhoa apunten com a sospitós a Juan Rueda. L'alferes Luis ofereix una altra versió sobre la mort d'Amancio a la Guàrdia Civil.
- Cap. 9: La fossa. (69 minuts). L'assassinat d'una noia estrangera fa vint anys pot estar relacionat amb el d'Ainhoa. Héctor no està d'acord amb aquesta nova línia de recerca.
- Cap. 10: Fora de combat. (69 minuts). Juan Rueda és detingut després de trobar en els seus terrenys una fossa comuna, però no el poden acusar. La recerca sembla trobar-se en un punt mort.
- Cap. 11: Boris I. (68 minuts). Després de trobar restes d'ADN al cos d'Ainhoa, detenen de nou a Juan Rueda. Héctor li demana a la jutgessa més temps per a investigar les noves proves.
- Cap. 12: Es tanca el cercle. (70 minuts). Héctor i el seu equip tenen una altra teoria sobre la veritable identitat de l'assassí d'Ainhoa. La troballa d'un dibuix d'un nen romanès aixeca sospites.
- Cap. 13: La caça de l'home. (65 minuts). Lola, Salva i Héctor continuen investigant a Boris. Decideixen esbrinar la procedència de la pistola amb la qual van disparar al sergent.[5]

### Segona temporada
Després del desenllaç de la recerca i l'empresonament de l'assassí d'Ainhoa, la calma retorna a Campoamargo. No obstant això, un altre crim sacseja a la petita població agrícola: Marta Ezquerro (Belén López), l'enginyera agrònoma, es assasinada d'un fort cop al cap i apareix morta dins d'un contenidor. Salva, que forma part del cos de policia, és qui troba el cos.
La por i l'inseguretat s'instal·len novament al poble. Un altre cop, qualsevol, —excepte, òbviament, qui ha estat empresonat—, pot haver estat l'assassí i el perill es dispersa sobre les veïnes del poble, que temen que hi hagi més víctimes mortals.
La segona temporada està composta per tretze capítols:
- Cap. 1: El retorn. (73 minuts). Salva troba el cos de Marta i la por torna a instal·lar-se a Campoamargo.
- Cap. 2: Barislav 4. (76 minuts). Després de la mort de Barislav, el més inquietane és l'absència de rastre genètic, igual que va succeir amb la Marta. A casa de Barislav apareixen noves proves.
- Cap. 3: Cowboy de mitjanit. (70 minuts). Pau s'enfronta a Héctor per unes fotografies relacionada amb l'assassinat.
- Cap. 4: La trituradora.(72 minuts). Hèctor registra el telèfon de Francesc. A la presó, Fernando té un vis-a-vis amb Cristina. Els investigadors descobreixen unes cartes que pertanyen a Fernando.
- Cap. 5: Quid pro Quo.(72 minuts). Hèctor estudia les paraules dels anònims que Fernando rep a presó. Sergio descobreix a Agneska i Pau junts.
- Cap. 6: Pit bull.(70 minuts). Kaled troba a una jove ensangonada a la carretera. A l'hospital, Héctor descobreix que la noia té un tatuatge. Ella aconsegueix balbucejar un nom: Vlad.
- Cap.7: Vlad. (68 minuts). Lola i Salva van a la presó a la recerca del llibre que conté les misterioses lletres. Héctor rep informació de que en l'últim préstec figura el nom de Vlad.
- Cap. 8: El dia de la ira (73 minuts). Al carrer, guineans i gitanos s'enfronten a la sortida del culte. Sergio visita al seu germà a la presó i li parla de l'existència d'un interessant bloc.
- Cap. 9: Marta (74 minuts). Una de les dones acusa Pilar d'haver-la mantingut tancada. Vlad s'enfrenta al dirigent de la banda. Un gran secret surt a la llum.
- Cap.10: Jo confesso (70 minuts). Mentre analitzen unes fotografies aèries, els investigadors es fixen en la silueta del que sembla una bicicleta i aconsegueixen identificar-ne el model.
- Cap.11: Caçat (71 minuts). Vlad informa els investigadors que a casa guarda proves que ho exculpen. A la presó, Fernando rep amenaces.
- Cap.12: Cristina (69 minuts). Hèctor investiga i descobreix que el pare de la Cristina va abusar d'ella quan era jove. La policia troba un quadern ple de nombres amb un organigrama.
- Cap.13: Qui va matar a Marta? (80 minuts). Rueda aconsegueix sobreviure, però no està lliure de perill. Lola, Héctor i Salva troben a l'assassí. A l'atrapar-lo descobreixen amb sorpresa la seva identitat.[5]